# Eccellenza Basilicata 2001-2002
Il campionato italiano di calcio di Eccellenza regionale 2001-2002 è stato l'undicesimo organizzato in Italia. Rappresenta il sesto livello del calcio italiano. Questo è il campionato regionale della regione Basilicata.

## Stagione

### Novità
Dal campionato di Eccellenza Basilicata 2000-2001 era stato promosso in Serie D il Pisticci, mentre l'Agromonte e il Balvano erano stati retrocessi nel campionato di Promozione Basilicata. Dal campionato di Promozione Basilicata 2000-2001 erano stati promossi in Eccellenza il Cogliandrino, il C.U.S. Potenza, il Tricarico e il Chiaromonte, classificatisi nelle prime quattro posizioni, portando così il numero di squadre partecipanti da 16 a 18. Dalla Serie D 2000-2001 era stato retrocesso il Ruggiero di Lauria.
Lo Sporting Potenza ha cambiato denominazione in Sporting Avigliano e sede da Potenza ad Avigliano. Il C.U.S. Potenza ha cambiato denominazione in A.S.C. Potenza.

### Formula
Le 18 squadre partecipanti disputano un girone all'italiana con partite di andata e ritorno per un totale di 34 giornate. La prima classificata viene promossa in Serie D. La squadra seconda classificata viene ammessa agli spareggi nazionali per la promozione in Serie D. Le ultime tre classificate vengono retrocesse direttamente nel campionato di Promozione.

## Squadre partecipanti
| Squadra                   | Città (provincia)         | Stagione 2000-2001           |
| ------------------------- | ------------------------- | ---------------------------- |
| Pol. Baragiano            | Baragiano (PZ)            | 4º in Eccellenza Basilicata  |
| U.S. Bernalda 2000        | Bernalda (MT)             | 11º in Eccellenza Basilicata |
| A.C. Chiaromonte          | Chiaromonte (PZ)          | 4º in Promozione Basilicata  |
| S.S.C. Cogliandrino       | Lauria (PZ)               | 1º in Promozione Basilicata  |
| A.C. Edilceramiche Calcio | Potenza                   | 5º in Eccellenza Basilicata  |
| Ferrandina Calcio         | Ferrandina (MT)           | 7º in Eccellenza Basilicata  |
| F.C. Francavilla          | Francavilla in Sinni (PZ) | 2º in Eccellenza Basilicata  |
| A.C. Horatiana Venosa     | Venosa (PZ)               | 12º in Eccellenza Basilicata |
| A.C. Lagonegro Calcio     | Lagonegro (PZ)            | 14º in Eccellenza Basilicata |
| A.C. Matera               | Policoro (MT)             | 8º in Eccellenza Basilicata  |
| A.S.C. Potenza            | Potenza                   | 2º in Promozione Basilicata  |
| A.C. Ruggiero di Lauria   | Lauria (PZ)               | 19º in Serie D/I             |
| Sporting Avigliano        | Avigliano (PZ)            | 8º in Eccellenza Basilicata  |
| F.C. Sporting Genzano     | Genzano di Lucania (PZ)   | 8º in Eccellenza Basilicata  |
| S.C. Tito                 | Tito (PZ)                 | 8º in Eccellenza Basilicata  |
| Pol. Tricarico            | Tricarico (MT)            | 3º in Promozione Basilicata  |
| A.C. Vietri               | Vietri di Potenza (PZ)    | 8º in Eccellenza Basilicata  |
| C.S. Vultur               | Rionero in Vulture (PZ)   | 8º in Eccellenza Basilicata  |

## Classifica finale
|  | Pos. | Squadra                 | Pt | G  | V  | N  | P  | GF | GS  | DR   |
|  | ---- | ----------------------- | -- | -- | -- | -- | -- | -- | --- | ---- |
|  | 1.   | A.S.C. Potenza          | 81 | 34 | 25 | 6  | 3  | 82 | 16  | +66  |
|  | 2.   | FC Francavilla          | 73 | 34 | 21 | 10 | 3  | 66 | 21  | +45  |
|  | 3.   | Horatiana Venosa        | 71 | 34 | 21 | 8  | 5  | 55 | 25  | +30  |
|  | 4.   | Ruggiero di Lauria      | 62 | 34 | 16 | 14 | 4  | 65 | 22  | +43  |
|  | 5.   | Baragiano               | 61 | 34 | 16 | 13 | 5  | 65 | 25  | +40  |
|  | 6.   | Sporting Genzano        | 60 | 34 | 16 | 6  | 10 | 72 | 41  | +31  |
|  | 7.   | Cogliandrino (-1)       | 50 | 34 | 14 | 9  | 11 | 49 | 40  | +9   |
|  | 8.   | Tricarico               | 47 | 34 | 11 | 14 | 9  | 46 | 47  | -1   |
|  | 9.   | Lagonegro               | 42 | 34 | 10 | 12 | 12 | 36 | 37  | -1   |
|  | 10.  | Vietri                  | 42 | 34 | 11 | 9  | 14 | 44 | 50  | -6   |
|  | 11.  | Vultur Rionero          | 42 | 34 | 11 | 9  | 14 | 37 | 48  | -11  |
|  | 12.  | Bernalda 2000           | 40 | 34 | 11 | 7  | 16 | 30 | 45  | -15  |
|  | 13.  | Matera                  | 36 | 34 | 9  | 9  | 16 | 34 | 46  | -12  |
|  | 14.  | Edilceramiche Calcio    | 36 | 34 | 8  | 12 | 14 | 41 | 56  | -15  |
|  | 15.  | Ferrandina              | 36 | 34 | 9  | 9  | 16 | 34 | 55  | -21  |
|  | 16.  | Tito                    | 32 | 34 | 8  | 8  | 18 | 31 | 60  | -29  |
|  | 17.  | Sporting Avigliano (-1) | 15 | 34 | 2  | 10 | 22 | 17 | 60  | -43  |
|  | 18.  | Chiaromonte (-2)        | 4  | 34 | 1  | 3  | 30 | 24 | 134 | -110 |

Legenda:
      Promossa in Serie D 2002-2003
      Ammessa ai play-off nazionali
      Retrocessa in Promozione 2002-2003
Note:
Tre punti a vittoria, uno a pareggio, zero a sconfitta.
Il Chiaromonte ha scontato 2 punti di penalizzazione.
Il Cogliandrino e lo Sporting Avigliano hanno scontato 1 punto di penalizzazione.